# 芍药素-3-O-葡萄糖苷
芍药素-3-O-葡萄糖苷（英語：peonidin-3-O-glucoside）是一类有机化合物具有C22H23O11+阳离子的化合物，可见于玉蜀黍属、大果越橘、冷杉属等物种。
它的氯化物的合成已有文献报道。